# معتمدية برج العامري
معتمدية برج العامري إحدى معتمديات الجمهورية التونسية، تابعة لولاية منوبة.

### مواضيع ذات علاقة
- ولاية منوبة.